# طلائیة (ناقلة أفراد)
الطلائیة هو اسم ناقلة جند مدرعة خفيفة للغاية تصنعها وزارة الدفاع في جمهورية إيران الإسلامية. تم تصنيع حاملة الأفراد هذه بواسطة شركة شهيد كلهدوز للصناعات، إحدى شركات منظمة الصناعات الدفاعية.

## إزاحة الستار
تم الكشف عن هذا الناقل في 3 أكتوبر 1391.

## المواصفات الفنية
وفقًا لأحمد وحيدي، وزير الدفاع الإيراني، تتميز هذه السيارة بميزات مثل التنقل وخفة الحركة، وبساطة التصميم وسهولة التشغيل، والقدرة على نشر الأسلحة ونظام تعليق مستقل لكل عجلة، وفتحات الرصاص على جانبي السيارة، السرعة والقوة المناسبة، ويمكن استخدامها في التنقل. عملية القوات المسلحة الإيرانية للعب دور فعال.
وبحسب مصادر إيرانية، فإن حاملة الجنود هذه مزودة بمدفع 14.5 ملم في برج متحرك. قدرة هذا الشخص 8 أشخاص. تحتوي حاملة الأشخاص ذات العجلات هذه على العديد من النوافذ وقد تم تركيب عدة نماذج لأنظمة الاتصالات السلكية واللاسلكية الإيرانية الأصلية عليها. هذه المركبة المدرعة لديها القدرة على تحريك جميع العجلات الأربع ويقدر وزنها من 8 إلى 10 أطنان. في أحد النماذج الجديدة لحاملة الأفراد هذه، والتي تم توفيرها لقوات حرس الحدود الإيرانية، تم تثبيت العديد من نوافذ النار حول حاملة الأفراد، كما تظهر كاميرا الرؤية الأمامية في هذا المثال. 